# Nemanja Gudelj
Nemanja Gudelj (Servisch: Немања Гудељ) (Belgrado, 16 november 1991) is een Servisch-Nederlandse voetballer die doorgaans als verdediger of middenvelder speelt. Hij tekende in juli 2019 bij Sevilla, dat hem transfervrij overnam van Guangzhou Evergrande. Gudelj debuteerde in 2014 in het Servisch voetbalelftal.

## Clubcarrière

### NAC Breda
Gudelj speelde in de jeugd bij BSV Boeimeer, voordat hij 2001 in de jeugdopleiding van NAC Breda kwam. Op 15 augustus 2010 maakte hij uit bij FC Utrecht zijn debuut voor NAC Breda. Door zijn spel dwong Gudelj een basisplaats af bij NAC. Ook viel hij op bij de bondscoach van het Servisch voetbalelftal onder 21 en werd hij door hem opgeroepen.

### AZ

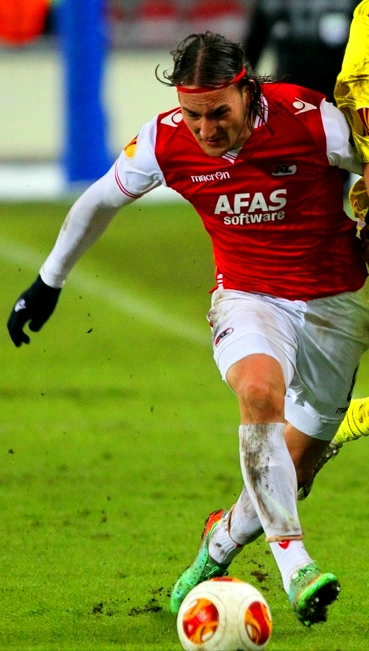
Gudelj in actie voor AZ in 2014.

Op 9 juni 2013 werd door NAC Breda en AZ gemeld dat er een mondeling akkoord was bereikt voor een transfer naar AZ. Op 22 juni 2013 ondertekende Gudelj een contract waarmee hij zich tot medio 2017 aan AZ verbond. In twee seizoenen speelde hij vijfenzestig competitiewedstrijden, waarin hij zeventien doelpunten maakte. Ook speelde hij voor AZ veertien wedstrijden in de UEFA Europa League 2013/14. Gudelj kende een sterk tweede seizoen met AZ. AZ eindigde op een derde plaats en kwalificeerde zich hiermee voor de voorronde van de UEFA Europa League. Gudelj kreeg door zijn goede spel de Zilveren Schoen uitgereikt.

### Ajax
Gudelj tekende op 6 mei 2015 een contract tot medio 2020 bij Ajax, ingaand per 1 juli van datzelfde jaar. De Amsterdamse club betaalde naar verluidt een transfersom van zes miljoen euro voor hem. Op 4 juli 2015 maakte Gudelj zijn officieus debuut voor Ajax in een vriendschappelijke wedstrijd tegen Dinamo Moskou (2-2) ter afsluiting van het trainingskamp in Oostenrijk. Hij maakte op 29 juli 2015 zijn officiële debuut voor Ajax tijdens de uitwedstrijd tegen Rapid Wien in de derde voorronde van de UEFA Champions League die in 2-2 eindigde. In de return, een week later, scoorde Gudelj zijn eerste officiële doelpunt voor Ajax. Als invaller was hij verantwoordelijk voor de 2-2 nadat Ajax eerder met 2-0 achterstond. Ondanks zijn treffer verloor Ajax met 2-3 en was het uitgeschakeld in de UEFA Champions League. In een KNVB bekerwedstrijd tegen De Graafschap mocht Gudelj de aanvoerdersband dragen. De rest van het seizoen was Gudelj een vast waarde in het elftal van Frank de Boer en speelde hij zelfs alle competitiewedstrijden namens Ajax. Ondanks zijn inbreng eindigde Ajax tweede op de ranglijst en besloot De Boer op te stappen als trainer van Ajax. Ook onder zijn opvolger Peter Bosz was Gudelj aan het begin van het nieuwe seizoen een vaste basisspeler. Maar door de komst van Hakim Ziyech en het oplopen van verschillende blessures moest hij steeds vaker op de bank deelnemen. Op 5 november 2016 werd Gudelj door Ajax uit de A-selectie gezet, nadat hij in een gesprek met Bosz had aangegeven het mentaal niet op te kunnen brengen om op de reservebank plaats te nemen tijdens wedstrijden. Op 5 januari 2017 werd bekend dat Gudelj zijn carrière in de Chinese Super League zou vervolgen.

### China
In China ging Gudelj spelen voor Tianjin Teda, de nummer elf van het seizoen 2016. Hij ging naar verluidt ongeveer vijf miljoen euro per jaar verdienen, exclusief bonussen. Een jaar na zijn komst naar China werd hij overgenomen door landskampioen Guangzhou Evergrande. Toen hij daar zijn plek in de selectie verloor, werd hij verhuurd aan Sporting CP.

### Sevilla
Op 23 juli 2019 tekende Gudelj een vierjarig contract bij Sevilla. In juli 2020 testte Gudelj positief op COVID-19, waar hij volledig van herstelde. Op 21 augustus 2020 won Gudelj met Sevilla de UEFA Europa League: in de finale werd met 3-2 gewonnen van Internazionale.

## Clubstatistieken
| Seizoen         | Club            |                    | Competitie       | Competitie | Competitie | Beker | Beker | Internationaal | Internationaal | Overig | Overig | Totaal | Totaal |
| Seizoen         | Club            | Wed.               | Competitie       | Dlp.       | Wed.       | Dlp.  | Wed.  | Dlp.           | Wed.           | Dlp.   | Wed.   | Dlp.   |        |
| --------------- | --------------- | ------------------ | ---------------- | ---------- | ---------- | ----- | ----- | -------------- | -------------- | ------ | ------ | ------ | ------ |
| 2009/10         | NAC Breda       | Vlag van Nederland | Eredivisie       | 0          | 0          | 0     | 0     | 0              | 0              | —      | —      | 0      | 0      |
| 2010/11         | NAC Breda       | Vlag van Nederland | Eredivisie       | 29         | 2          | 4     | 0     | —              | —              | —      | —      | 33     | 2      |
| 2011/12         | NAC Breda       | Vlag van Nederland | Eredivisie       | 16         | 1          | 1     | 0     | —              | —              | —      | —      | 17     | 1      |
| 2012/13         | NAC Breda       | Vlag van Nederland | Eredivisie       | 34         | 5          | 3     | 0     | —              | —              | —      | —      | 37     | 5      |
| Club totaal     | Club totaal     | Club totaal        | Club totaal      | 79         | 8          | 8     | 0     | 0              | 0              | 0      | 0      | 87     | 8      |
| 2013/14         | AZ              | Vlag van Nederland | Eredivisie       | 29         | 5          | 5     | 0     | 14             | 1              | 5      | 1      | 53     | 7      |
| 2014/15         | AZ              | Vlag van Nederland | Eredivisie       | 32         | 11         | 4     | 1     | —              | —              | —      | —      | 36     | 12     |
| Club totaal     | Club totaal     | Club totaal        | Club totaal      | 61         | 16         | 9     | 1     | 14             | 1              | 5      | 1      | 89     | 19     |
| 2015/16         | Ajax            | Vlag van Nederland | Eredivisie       | 34         | 4          | 2     | 0     | 10             | 1              | —      | —      | 46     | 5      |
| 2016/17         | Ajax            | Vlag van Nederland | Eredivisie       | 6          | 2          | 0     | 0     | 7              | 0              | —      | —      | 13     | 2      |
| Club totaal     | Club totaal     | Club totaal        | Club totaal      | 40         | 6          | 2     | 0     | 17             | 1              | 0      | 0      | 59     | 7      |
| 2017            | Tianjin Teda    | Vlag van China     | Super League     | 30         | 3          | 1     | 0     | 6              | 1              | 1      | 0      | 38     | 4      |
| Club totaal     | Club totaal     | Club totaal        | Club totaal      | 30         | 3          | 1     | 0     | 6              | 1              | 1      | 0      | 38     | 4      |
| 2018/19         | Sporting CP     | Vlag van Portugal  | Primeira Liga    | 27         | 1          | 11    | 0     | 5              | 0              | 4      | 0      | 43     | 1      |
| Club totaal     | Club totaal     | Club totaal        | Club totaal      | 27         | 1          | 11    | 0     | 5              | 0              | 4      | 0      | 43     | 1      |
| 2019/20         | Sevilla FC      | Vlag van Spanje    | Primera División | 24         | 0          | 4     | 0     | 10             | 0              | —      | —      | 38     | 0      |
| 2020/21         | Sevilla FC      | Vlag van Spanje    | Primera División | 30         | 0          | 6     | 0     | 7              | 0              | 1      | 0      | 44     | 0      |
| 2021/22         | Sevilla FC      | Vlag van Spanje    | Primera División | 21         | 0          | 0     | 0     | 3              | 0              | —      | —      | 28     | 0      |
| 2022/23         | Sevilla FC      | Vlag van Spanje    | Primera División | 8          | 1          | 0     | 0     | 4              | 0              | —      | —      | 12     | 1      |
| Club totaal     | Club totaal     | Club totaal        | Club totaal      | 83         | 1          | 10    | 0     | 24             | 0              | 1      | 0      | 122    | 1      |
| Carrière totaal | Carrière totaal | Carrière totaal    | Carrière totaal  | 320        | 35         | 41    | 1     | 66             | 3              | 11     | 1      | 439    | 40     |

Bijgewerkt tot en met 20 oktober 2022

## Interlandcarrière
Gudelj kon kiezen uit drie nationale elftallen om voor te spelen: Bosnische, Servische en Nederlandse. Gudelj debuteerde uiteindelijk op woensdag 5 maart 2014 onder interim-bondscoach Ljubinko Drulović in het Servisch voetbalelftal, in een oefeninterland tegen Ierland in Dublin (2–1 winst). Daar viel hij in de 89ste minuut in voor Antonio Rukavina. Gudelj maakte op 18 november 2014 zijn eerste interlanddoelpunt in een oefeninterland tegen Griekenland (0–2 winst). Op 22 maart 2016 gaf Gudelj aan tijdelijk te stoppen als international, nadat hij niet werd opgeroepen voor de vriendschappelijke wedstrijden tegen Polen en Estland. Hij wil niet meer voor Servië uitkomen zolang Radovan Ćurčić de bondscoach is, net als landgenoot Dušan Tadić. Wanneer Ćurčić ontslagen wordt of ontslag neemt stelt hij zich weer beschikbaar voor Servië. Nadat Servië zich niet wist te kwalificeren voor het EK van 2016, werd het contract van toenmalig  bondscoach Ćurčić met wederzijdse instemming ontbonden. Door het aanstellen van een nieuwe bondscoach, Slavoljub Muslin, kwam voor Gudelj de weg weer vrij om zijn rentree te maken voor het nationale elftal. Gudelj was overtuigd van zijn rentree nadat de nieuwe bondscoach de moeite nam om de wedstrijd van Ajax tegen PAOK Saloniki te bezoeken en na de wedstrijd met Gudelj in gesprek te gaan.
| Interlands van Nemanja Gudelj voor Servië | Interlands van Nemanja Gudelj voor Servië | Interlands van Nemanja Gudelj voor Servië | Interlands van Nemanja Gudelj voor Servië | Interlands van Nemanja Gudelj voor Servië | Interlands van Nemanja Gudelj voor Servië |
| №                                         | Datum                                     | Wedstrijd                                 | Uitslag                                   | Competitie                                | Goals                                     |
| Als speler van AZ                         | Als speler van AZ                         | Als speler van AZ                         | Als speler van AZ                         | Als speler van AZ                         | Als speler van AZ                         |
| ----------------------------------------- | ----------------------------------------- | ----------------------------------------- | ----------------------------------------- | ----------------------------------------- | ----------------------------------------- |
| 1.                                        | 5 maart 2014                              | Ierland – Servië                          | 1 – 2                                     | Vriendschappelijk                         |                                           |
| 2.                                        | 26 mei 2014                               | Jamaica – Servië                          | 1 – 2                                     | Vriendschappelijk                         |                                           |
| 3.                                        | 31 mei 2014                               | Panama – Servië                           | 1 – 1                                     | Vriendschappelijk                         |                                           |
| 4.                                        | 6 juni 2014                               | Brazilië - Servië                         | 1 – 0                                     | Vriendschappelijk                         |                                           |
| 5.                                        | 7 september 2014                          | Servië – Frankrijk                        | 1 – 1                                     | Vriendschappelijk                         |                                           |
| 6.                                        | 11 oktober 2014                           | Armenië – Servië                          | 1 – 1                                     | Kwalificatie EK 2016                      |                                           |
| 7.                                        | 14 oktober 2014                           | Servië – Albanië                          | 0 – 3                                     | Kwalificatie EK 2016                      |                                           |
| 8.                                        | 14 november 2014                          | Servië – Denemarken                       | 1 – 3                                     | Kwalificatie EK 2016                      |                                           |
| 9.                                        | 18 november 2014                          | Griekenland – Servië                      | 0 – 2                                     | Vriendschappelijk                         | 90+2'                                     |
| Als speler van Ajax                       |                                           |                                           |                                           |                                           |                                           |
| 10.                                       | 7 september 2015                          | Frankrijk – Servië                        | 2 – 1                                     | Vriendschappelijk                         |                                           |
| 11.                                       | 13 november 2015                          | Tsjechië – Servië                         | 4 – 1                                     | Vriendschappelijk                         |                                           |
| 12.                                       | 5 september 2016                          | Servië – Ierland                          | 2 – 2                                     | Kwalificatie WK 2018                      |                                           |
| 13.                                       | 6 oktober 2016                            | Moldavië – Servië                         | 0 – 3                                     | Kwalificatie WK 2018                      |                                           |
| 14.                                       | 9 oktober 2016                            | Servië – Oostenrijk                       | 3 – 2                                     | Kwalificatie WK 2018                      |                                           |
| 15.                                       | 12 november 2016                          | Wales – Servië                            | 1 – 1                                     | Kwalificatie WK 2018                      |                                           |
| 16.                                       | 15 november 2016                          | Oekraïne – Servië                         | 2 – 0                                     | Vriendschappelijk                         |                                           |
| Als speler van Tianjin Teda               |                                           |                                           |                                           |                                           |                                           |
| 17.                                       | 24 maart 2017                             | Georgië – Servië                          | 1 – 3                                     | Kwalificatie WK 2018                      |                                           |
| 18.                                       | 11 juni 2017                              | Servië – Wales                            | 1 – 1                                     | Kwalificatie WK 2018                      |                                           |
| 19.                                       | 2 september 2017                          | Servië – Moldavië                         | 3 – 0                                     | Kwalificatie WK 2018                      |                                           |

Bijwerkt t/m 2 september 2017

## Erelijst
Als speler
| Competitie                   | Aantal               | Jaren                |
| Guangzhou Evergrande         | Guangzhou Evergrande | Guangzhou Evergrande |
| ---------------------------- | -------------------- | -------------------- |
| FA Super Cup                 | 1x                   | 2018                 |
| Sporting CP                  |                      |                      |
| Taça da Liga                 | 1x                   | 2018/19              |
| Taça de Portugal             | 1x                   | 2018/19              |
| Sevilla                      |                      |                      |
| UEFA Europa League           | 2x                   | 2019/20, 2022/23     |
| UEFA–CONMEBOL Club Challenge | 1x                   | 2023                 |

Persoonlijk
| Nederland       |    |      |
| Zilveren schoen | 1x | 2015 |

## Persoonlijk
Gudelj is getrouwd met de Servische zangeres en model Anastasja Raznatovic.
Gudelj is een zoon van oud-speler en oud-trainer van NAC Breda Nebojša Gudelj. Gudelj z'n ouders zijn Bosnische Serviërs, maar hijzelf is geboren in Servië en opgegroeid in Nederland.
Gudelj bracht zijn jeugd door in Noord-Brabant, waardoor hij een opvallende Brabantse tongval heeft.